# Напад људским таласом
Напад људским таласом, такође познат и као напад људским морем, је офанзивна пешадијска тактика у којој нападач изводи незаштићени фронтални напад са густо концентрисаним пешадијским формацијама на непријатељску линију, са намером да прегази и савлада браниоце ангажовањем у борби прса у прса. Име се односи на концепт координисане масе војника који јуриша на непријатељску силу и савладава их својом бројношћу и тежином, попут океанског таласа који се разбија на плажи.

## Дефиниција
Према аналитичару америчке војске Едварду Ц. О'Дауду, техничка дефиниција тактике напада људским таласом је фронтални напад густо концентрисаних пешадијских формација на непријатељску линију, без икаквих покушаја нападача да заштити или сакрије своје кретање. Циљ напада људским таласима је маневрисање што је могуће већег броја људи у близину, надајући се да ће шок велике масе нападача укључених у борби на близину натерати непријатељску формацију да се распадне или повуче.
Ослањање напада људског таласа на блиску борбу обично чини организацију и обуку нападачке снаге ирелевантном, али захтева или велику физичку храброст, принуду или висок морал да би нападачи напредовали према непријатељској ватри. Међутим, када се стави у контекс модерног времена, са модерним оружјем као што је аутоматско ватрено оружје, артиљерија и авиони, напад људским таласом је изузетно опасна и скупа тактика суочена са разорном ватреном моћи. Самим тиме, да би напад људским таласом успео на савременом бојном пољу, неопходно је да нападачи стигну до непријаљске линије у што краћем времену и у највећем могућем броју, тако да се може сачувати довољна бројност када дођу у домет борбе прса у прса.
Међутим, ово решење обично значи да нападачи морају да жртвују прикривање ради броја и брзине.  Због овог компромиса, нападе људским таласима може користити нападач коме недостаје тактичка обука или онај коме недостаје ватрена моћ и способност маневрисања, али који може да мотивише и контролише своје војнике.

## Употреба
Нападе људским таласом користило је неколико оружаних снага широм света, укључујући европску и америчку војску током Америчког грађанског рата и Првог светског рата, Боксери током Боксерске побуне, Шпанска републиканска армија током Шпанског грађанског рата, Црвена армија, Јапанска царска армија и кинескаНационална револуционарна армија током Другог светског рата, Народна добровољачка армија током Корејског рата и Народноослободилачка армија током Вијетнамског рата и кинеско-вијетнамског рата, Ирански Басиџ током иранско-ирачког рата и руске копнене снаге током инвазије на Украјину.

### Боксерска побуна
Напади људским таласима коришћени су током Боксерске побуне (1899-1901) у Кини. Побуњеници су извршили нападе људским таласима на снаге Савеза осам нација током Сејмурове експедиције и битке код Лангфанга где је Алијанса осам нација била приморана да се повуче.
Између 11. и 14. јуна 1900., боксери наоружани само хладним оружјем директно су јуришали на трупе Алијансе код Лангфанга, које су биле наоружане пушкама и митраљезима, а боксери су такође блокирали повлачење експедиције возом уништавајући Тиањин-Лангфанг железницу.
Боксери и војска Донг Фукианг-а правили су заједничке заседе, немилосрдно нападајући савезнике уз помоћ људских таласа, показујући изостанак "страха од смрти“ и приморавајући савезнике на блиску борбу и стављајући савезничке трупе под озбиљан ментални стрес опонашајући снажну паљбу петардама. Савезници су, међутим, претрпели већину својих губитака од стране трупа генерала Донга, који су користили своју стручност и упорност да се ангажују у „храбрим и упорним“ нападима на снаге Алијансе, како се сећа немачки капетан Уседом: десно крило Немаца било је скоро на тачки колапса под нападом, све док их француске и британске трупе нису спасиле из Лангфанга; савезници су се потом повукли из Лангфанга у возовима пуним рупа од метака.

### Руско-јапански рат
Током опсаде Порт Артура (1904-1905), Јапанци су извршили нападе људским таласима на руску артиљерију и митраљезе који су на крају постали самоубилачки. Пошто су Јапанци претрпели огромне жртве у нападима, један од описа последица је био да је „дебела, непрекидна маса лешева прекривала хладну земљу као покривач“.

### Шпански републиканци
Нападе људским таласима такође су спроводили републиканци у Шпанији током Шпанског грађанског рата, а нарочито њихова одбрана Каса де Кампа током опсаде Мадрида, посебно контранапад Дурутијеве колоне коју је предводио Буенавентура Дурути. Такође, како су испричали разни бивши чланови батаљона Линколн, није било неуобичајено да републикански команданти наређују јединицама нападе на које су теренски официри упозоравали да могу бити непромишљени или самоубилачки.

### Совјетска Црвена армија
Постојали су елемтни напада људских таласа који су коришћени у руском грађанском рату о којима су причали амерички војници у Русији који су подржавали Белу армију.
У Зимском рату 1939–1940, совјетска Црвена армија је више пута користила људске таласе против утврђених финских положаја, дозвољавајући непријатељским митраљесцима да их покосе, што је тактика коју је фински командант Манерхајм описао као „несхватљив фатализам“. То је довело до огромних губитака на совјетској страни и допринело чињеници да су очигледно слабије финске снаге (и у људству и у наоружању) биле у стању да се привремено одупру совјетским нападима на Карелију. Финци су успешно зауставили совјетске нападе на другим секторима.
Ричард Овери у својој књизи Оксфордска историја Другог светског рата, говори о коначном технолошком напретку совјетских снага, које постају подједнако ефективне као немачке снаге, али ипак признаје да су елементи „незамисливог самопожртвовања, тактике 'људског таласа' и драконске казне“ постојали.

### Јапанска царска војска
Јапанска царска војска била је позната по употреби напада у људским таласима. Постојале су чак и специјализоване јединице које су биле обучене за ову врсту јуриша.
Напади су  коришћени у руско-јапанском рату и Другом кинеско-јапанском рату, где су се високо дисциплиновани јапански војници борили против непријатеља са релативно нижом дисциплином и без много аутоматског оружја као што су митраљези, често и њих бројчано надмашујући. У таквим случајевима, одлучан јуриш би могао да пробије непријатељске линије. Ефикасност оваквих тактика у Кини учинила их је стандардном тактиком за јапанску царску војску. Ова тактика постала је углавном позната западном друштву током Пацифичког рата, где су јапанске снаге користиле овај приступ против савезничких снага. Међутим, савезничке снаге су драстично надмашиле Јапанце и биле су опремљене великим бројем аутоматског оружја. Такође су се састојале од добро обучених снага које су се брзо прилагодиле јапанским нападима. Ако би савезничке снаге могле да успоставе одбрамбени периметар, њихова супериорна ватрена моћ би често резултирала великим бројем јапанских жртава и неуспехом напада. Јапански борбени поклич „Банзаи“ довео је до тога да су савезничке снаге овај облик напада назвале „Банзаи јуриш“.
Поред стратешке употребе од стране јапанских војних снага, учесталост његове употребе је делимично објашњена тиме што су се јапанске трупе придржавале свог традиционалног кодекса части Бушидо који је на предају гледао као на срамотну или неприхватљиву, док је напад у људским таласима, чак и самоубилачки, био је частан избор. Ови банзаи јуриши јапанских војника против савезничких трупа опремљених митраљезима, лаким минобацачима, полуаутоматским пушкама и митраљезима често су били неефикасни у промени исхода битке, али су америчке трупе касније пријавиле озбиљан психолошки притисак.

### Народна добровољачка војска
Током Корејског рата, израз „напад људским таласом“ је коришћен да опише кинески кратки напад, комбинацију инфилтрације и тактике шока коју је користила Народна добровољачка армија (НДА). Према неким извештајима, маршал Пенг Дехуaj — командант кинеских снага у Кореји — наводно је измислио ову тактику.
Типичан кинески кратки напад ноћу је извођен на уском фронту против најслабије тачке у одбрани непријатеља. Јуришни тим би пузао неоткривен у домету граната, а затим би покренуо изненадне нападе на браниоце како би пробио одбрану ослањајући се на максималан шок и конфузију. Ако почетни удар није успео да пробије одбрану, додатни "ватрогасни" тимови би притискали иза њих и нападали исту тачку док се не направи пробој. Када би продор био постигнут, главнина кинеских снага би се померила у позадину непријатеља и напала би с леђа. Током напада, кинески јуришни тимови би се разишли док су се маскирали користећи терен, што је браниоцима УН отежавало гађање бројних кинеских трупа. Напади узастопних кинеских ватрогасних тимова такође су пажљиво темпирани како би се жртве свеле на минимум. Због примитивних комуникационих система и строге политичке контроле унутар кинеске војске, кратки напади су се често понављали на неодређено време све док се или одбрана није пробила или док се не исцрпе залихе муниције нападача, без обзира на шансе за успех или људске трошкове.
Овај упорни образац напада оставио је снажан утисак на снаге УН које су се бориле у Кореји, дајући опис „људског таласа“.  Историчар америчке војске Рој Едгар Еплман приметио је да су термин „људски талас“ касније користили новинари и војни званичници да би пренели слику да су амерички војници били нападнути од огромног броја Кинеза на широком фронту. С.Л.А. Маршал је такође прокоментарисао да су медији неселективно користили реч "маса" за описивање тактике кинеске пешадије, а реткост је да Кинези заправо користе густо концентрисане пешадијске формације да апсорбују непријатељску ватрену моћ. Као одговор на медијски стереотип о кинеским јуришним трупама распоређеним у огромним „људским морима“, међу америчким војницима је кружио виц: „Колико хорди има у кинеском воду ?“ 
У кинеским изворима, ова тактика се назива „три-три ватрогасна тима“, према саставу напада: три човека би формирала један ватрогасни тим, а три ватрогасна тима би формирала један одред. Кинески вод, који се састојао од 33 до 50 војника (у зависности од тога да ли имају тим за тешко наоружање), поређао би своје одреде у редовима у формацији са врховима стрела, који би били ангажовани да нападну „једну тачку“ са „две стране“.
Иако је кинеска војска прекинула са употребом тактике до 1953. године спољни посматрачи као што је Ален С. Вајтинг очекивали су да ће Кина употребити тактику ако буде потребно. Кинеска војска је поново усвојила ову тактику током рата у Вијетнаму и кинеско-вијетнамског рата због стагнације програма кинеске војне модернизације током Културне револуције. Њихова употреба у кинеско-вијетнамском рату је редак пример војске са супериорном ватреном моћи, у овом случају НОА, која одбацује своју предност.

### Иранско-ирачки рат
Током иранско-ирачког рата, неки од напада које су извеле иранске снаге у великим операцијама, сматрани су нападима у људским таласима.

### Еритрејско-етиопски рат
У Еритрејско-етиопском рату (1998-2000), распрострањена употреба ровова довела је до поређења сукоба са рововским ратовањем из Првог светског рата. Према неким извештајима, рововски рат је довео до губитка „хиљада младих живота у нападима људских таласа на положаје Еритреје“.

### Руска инвазија на Украјину
Током руске инвазије на Украјину, почевши од 2022. године, украјинска војска и западни медији известили су да руска војска користи нападе људским таласима да би савладала украјинску одбрану.
Током битака код Бахмута, Угледара, и Авдејевке, тврдило се да су припадници руске армије слати у битке користећи тактику људских таласа да би заузели градове. Паравојне јединице Вагнер групе су такође користиле „нападе људским таласом“ користећи осуђенике регрутоване из затвора да се боре у Украјини, укључујући и оне у јединицама Олуја-Z и Олуја-V. Тврдило се и да је руска пешадија упућена у нападе „људским таласом“ лоше обучена и опремљена, са минималном или нимало механизоване или ваздушне подршке. Контраадмирал Џон Кирби, портпарол америчког Савета за националну безбедност, тврдио је да је Русија бацила „масе лоше обучених војника право на бојно поље без одговарајуће опреме, и очигледно без одговарајуће обуке и припреме“.
Термин „млин за месо″ је коришћен да опише ове тактике које користи Русија у покушајима да исцрпе украјинске снаге и изложи њихове положаје руској артиљерији.